# Patrizio Oliva
Patrizio Oliva (Nápoly, 1959. január 28. –) olimpiai bajnok olasz ökölvívó.

## Amatőr eredményei
- 1978-ban junior  Európa-bajnok.
- 1979-ben ezüstérmes az Európa-bajnokságon kisváltósúlyban.
- 1980-ban olimpiai bajnok kisváltósúlyban. Ő kapta az olimpia legtechnikásabb ökölvívójának járó Val Barker-díjat.

## Profi karrierje
- 1983–1986 kisváltósúlyú profi Európa-bajnok
- 1986–1987 a WBA kisváltósúlyú világbajnoka
- 1990–1992 váltósúlyú profi Európa-bajnok

59 mérkőzéséből 57-et nyert meg és mindössze kettőt vesztett el.